# 祥興里
祥興里，清朝稱為鳥竹圍，或屬於大里杙東勢尾之一部份，亦有員篙埤之名。

## 行政區劃沿革
祥興里於清代時隸屬藍興堡涼傘樹莊；明治35年（1902年）時，改隸臺中廳樹仔腳區涼傘樹庄，至大正9年（1920年）則隨行政區調整，隸屬大屯郡大里庄涼傘樹大字。二次大戰結束後，國民政府接收臺灣，原先涼傘樹大字範圍被劃歸為樹王村與鷺村，隸屬臺中縣大里鄉。民國59年（1970年），為因應眾多的外來人口，鷺村被劃分為祥鷺和東興二村；民國82年（1993年）大里鄉升格為縣轄市大里市，時任祥鷺村村長陳朝火認為「祥鷺」之閩南語讀音（台羅：siông-lōo）近似「上魯」（台羅：siōng lóo，意最差），因此舉行村民大會而改名「祥興里」。 

## 地名
- 鳥竹圍：一般認為祥興里早期有大量竹林，且無數白鷺鷥生活在此，因此稱為鳥竹圍，但此說法並未解釋「圍」。早期有涼傘樹林家五房之裔族遷居此地，宅院周圍遍植竹籬圍牆，就像是被竹林圍繞一般，可能因此地名中有「圍」字。
- 東勢尾：台灣許多地方都叫「東勢」，「東勢」其實指的是鬧區的東邊。祥興里原為偏僻地方，早期的鬧區是現在的內新里一帶，因為祥興里在原本內新庄的東邊盡頭處，所以稱為「東勢尾」。
- 員篙埤：本地人讀作「彎篙埤」(音近歪哥埤)，指的是早期在日新橋下，有若干圓弧形的水埤。但此名似乎不能作為祥興里的地名，且已少有人知。
- 祥鷺、祥興：介紹於上。

## 地理
祥興里位於大里區西北邊，比鄰原台中市南區與東區，是早期大里通往台中市的要道。全里劃分為37鄰，3,194戶，總人口8,298人（台中縣大里市戶政事務所民國109年1月底戶口統計）。
然而祥興里地形破碎，總面積約僅1.2平方公里，其中近五分之一為旱溪及南門溪河道，並以旱溪將全境分割成喬城亞洲街、中興路益民路和大興吉善三大區塊。
喬城亞洲街區，以一河溝與台中市東區東門里相接，卻只有一條窄小的喬城路與中興路益民路區相通，是與大里遠而台中市近。
大興吉善區，在大興街工業區的東側，同路的不同邊分屬東區與大里區，早期因為河流的隔離，很難與大里地區溝通，卻分明在東區生活圈裡。此區區由於交通因素，往往被遺忘是祥興里乃至大里區的一部份。
中興路益民路區，在南門橋與日新橋之間，是祥興里最熱鬧的部分，而中興路也是祥興里最大條的馬路，本里最大寺廟祥賢宮即在此區。
喬城區老一輩有自稱為「溪北」，稱中興路區為「溪南」的說法。中興區也有自稱為「鷺腳」，稱喬城區為「鷺頂」的說法。兩種說法有多大流通性，尚待調查。

## 歷史事件
- 林爽文事件
- 天上聖母會分裂事件
- 大智路打通歷程

## 名人
林源興

## 文化資產
1. 南門吊橋橋墩
2. 南門橋底洗衣場
3. 林源興堂
4. 頂學子學堂
5. 鷺村福德祠

### 書籍
- 《臺灣地名辭書》卷十二《臺中縣》第二冊，第12頁

### 外部連結
- 臺中市大里區公所 沿革